# Catrin Misselhorn

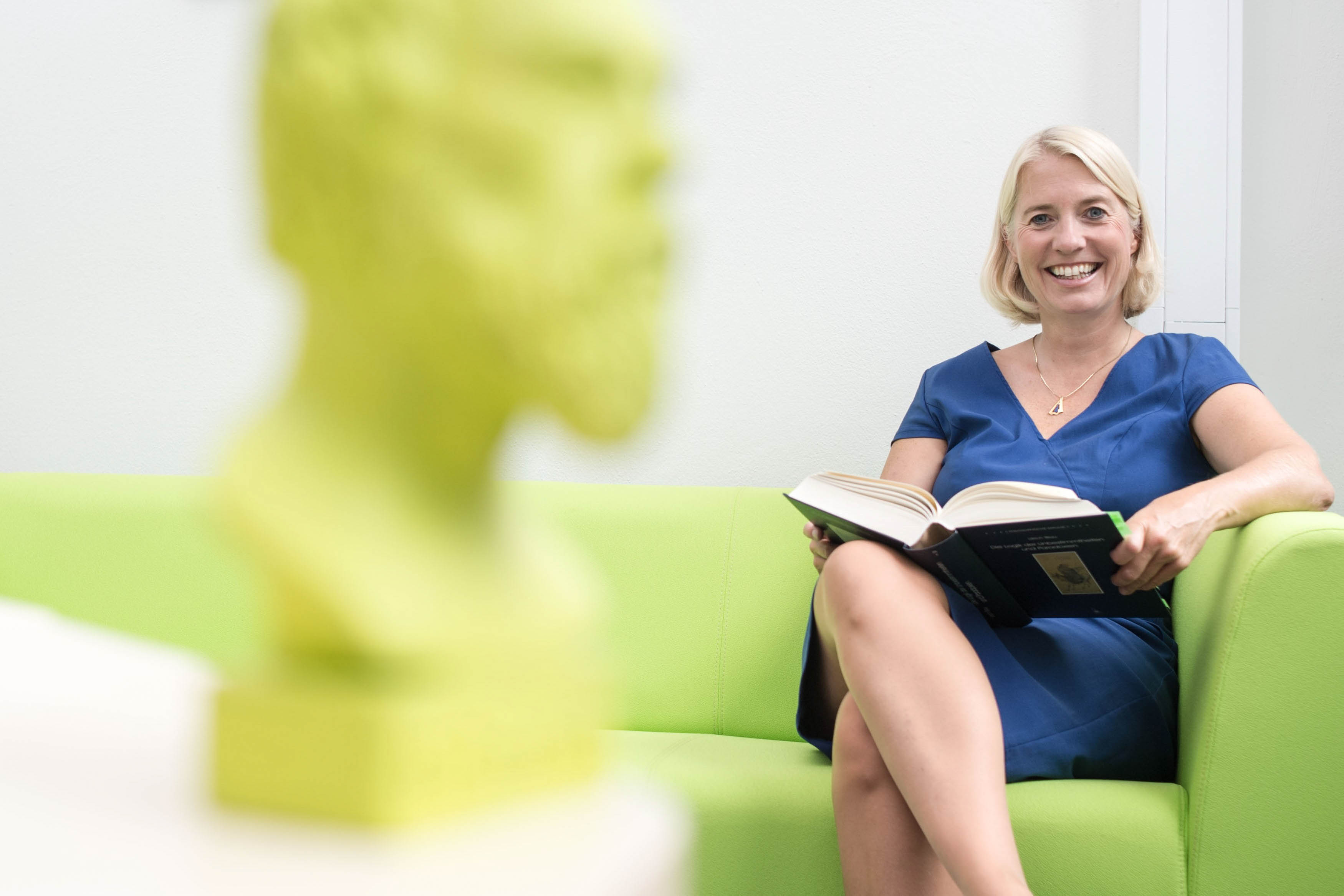
Catrin Misselhorn (2017)

Catrin Misselhorn (* 1. November 1970 in Stuttgart) ist eine deutsche Philosophin und seit April 2019 Professorin an der Georg-August-Universität Göttingen. Sie gilt als Vordenkerin im Bereich der Maschinen- und Roboterethik in Deutschland.

## Leben
Seit April 2019 lehrt Catrin Misselhorn Philosophie an der Georg-August-Universität Göttingen. Von 2012 bis 2019 war sie Inhaberin des Lehrstuhls für Wissenschaftstheorie und Technikphilosophie an der Universität Stuttgart. Zuvor forschte und lehrte sie an der Universität Zürich, der Humboldt-Universität zu Berlin sowie der Universität Tübingen, wo sie 2003 promoviert und 2010 als Assistentin am Lehrstuhl von Manfred Frank habilitiert wurde.
Von 2007 bis 2008 war sie als Feodor-Lynen-Stipendiatin der Alexander-von-Humboldt Stiftung am Center of Affective Sciences in Genf sowie am Collège de France und am Institut Jean Nicod für Kognitionswissenschaften in Paris.
Dort entdeckte Misselhorn die Philosophie der Künstlichen Intelligenz und Roboterethik als Forschungsfelder für sich und legte erste Publikationen in diesem Bereich vor, die eine Brücke zwischen der Technikphilosophie und ihren Arbeiten zur Ästhetik schlugen. So stellte sie eine Analogie her zwischen unseren affektiven Reaktionen auf humanoide Roboter (insbesondere Empathie) und denjenigen gegenüber fiktiven Personen im Film und machte diesen Ansatz zur Grundlage ihrer Analyse und Erklärung des „Uncanny Valley.“
Seit 2024 ist sie ordentliches Mitglied der Niedersächsischen Akademie der Wissenschaften zu Göttingen.

## Forschung
Misselhorns Forschungsgebiete sind Erkenntnis- und Wissenschaftstheorie, Technikphilosophie, sowie Philosophie des Geistes, der Sprache und der Kultur.
Philosophie der KI, Roboter und Maschinenethik
Sie arbeitet zu philosophischen Problemen der KI, Roboter- und Maschinenethik und leitet eine Reihe von Drittmittelprojekten zur ethischen Bewertung von Assistenzsystemen in unterschiedlichen Bereichen, z. B. in der Pflege, in der Arbeitswelt und in der Bildung.
Misselhorns Buch Grundfragen der Maschinenethik wurde auf den dritten Platz der Sachbuchbestenliste von Deutschlandfunk Kultur, ZDF und ZEIT gewählt.
Sie entwickelt in ihrem Buch die Grundlagen der Maschinenethik, einer neuen Disziplin an der Schnittstelle von Philosophie, Robotik und Informatik, die sich mit der Frage beschäftigt, ob und wie man Maschinen mit der Fähigkeit zum moralischen Entscheiden und Handeln ausstatten kann und ob man es tun sollte. Wichtige Anwendungsbereiche sind Pflegesysteme, Kriegsroboter und das autonome Fahren.
Sie hat drei Grundsätze der Maschinenethik aufgestellt, die auch für die Entwicklung von KI generell gelten sollen:
1. Künstliche Systeme sollten die Selbstbestimmung von Menschen fördern und nicht beeinträchtigen.
2. Künstliche Systeme sollten nicht über Leben und Tod von Menschen entscheiden.
3. Es muss sichergestellt werden, dass Menschen stets in einem substantiellen Sinn die Verantwortung übernehmen.[4]

In ihrem Buch Künstliche Intelligenz und Empathie. Vom Leben mit Emotionserkennung, Sexrobotern & Co diskutiert sie die technischen und ethischen Aspekte emotionaler KI und sozialer Robotik an Beispielen aus der Pflege und dem therapeutischen Bereich. Sie fragt sich, ob man mit Robotern Freundschaft pflegen kann, ob man Sex mit ihnen haben oder sie gar lieben kann und ob man es tun sollte. Dabei nimmt sie auch die grundlegenden gesellschaftlichen Veränderungen in den Blick, die diese Technologien mit sich bringen.
Integrative Philosophie der Wissenschaft, Kunst und Technik
Misselhorn vertritt einen integrativen philosophischen Ansatz, der Kunst, Wissenschaft und Technik miteinander zu vermitteln sucht. Dabei bezieht sie auch Autoren wie Robert Musil in ihre Überlegungen mit ein, der vorwiegend als Schriftsteller wahrgenommen wird, aber aus ihrer Sicht philosophisch zu wenig Beachtung findet. Auch die klassischen philosophischen Themen verliert sie nicht aus den Augen, wie die Frage nach der Objektivität unserer Sinneswahrnehmung sowie der Möglichkeit apriorischer Erkenntnis.
Gemäßigter Naturalismus
Ihren philosophischen Grundansatz bezeichnet sie als gemäßigten Naturalismus, weil er den Ausschließlichkeitsanspruch der Naturwissenschaften ablehnt und der Philosophie eigenständige Erkenntnisbereiche und -Verfahren zuspricht. Zugleich hält sie daran fest, dass naturwissenschaftliche Erkenntnisse ebenso wie technologische Entwicklungen relevant sind für die philosophische Theoriebildung. Dies entfaltet sie beispielsweise anhand ihrer Theorie der apriorischen Rechtfertigung als kontrafaktische Variation im Anschluss an Kant.
Wahrnehmung und Objektivität
Inspiriert von Gareth Evans verteidigt Misselhorn eine neo-kantische Position in der Wahrnehmungstheorie, die annimmt, dass bestimmte begriffliche Fähigkeiten erforderlich sind, um die Welt als objektiv wahrzunehmen. Diese inferentiellen Fähigkeiten üben auch einen Einfluss darauf aus, wie die Welt erlebt wird. Die Wahrnehmungen eines Wesens, das über diese Fähigkeiten verfügt, unterscheiden sich deshalb phänomenal von denjenigen einer Kreatur, die diese Fähigkeiten nicht besitzt. Das ist damit vereinbar, dass es primitivere Formen der Wahrnehmung gibt, die nicht-begrifflich sind.
Ästhetische Erfahrung
Auch die ästhetische Erfahrung der Kunst, insbesondere der Literatur, erachtet Misselhorn als eine philosophisch wichtige Erkenntnisquelle, die sogar begrifflich strukturiert sein kann. Dennoch stellt sie gegenüber der klassisch philosophischen Begriffsanalyse eine eigenständige Form der begrifflichen Reflexion dar, der es darum geht, begriffliche Möglichkeiten auszuloten, die jenseits unserer standardmäßigen Begriffsverwendung liegen.
Emotionen und Empathie
Emotionen stellen für sie einen wichtigen Aspekt unseres Weltverhältnisses in ethischen, ästhetischen aber auch technologischen Kontexten dar. Mit Clive Bell argumentiert sie für die Annahme einer spezifisch ästhetischen Emotion, die von Kunstwerken hervorgebracht wird.
Empathie hält sie für eine wichtige Quelle der Moral, welche auch von Robotern ausgelöst werden kann. Strukturanalog zu Kants Überlegungen zur Tierethik entwickelt sie ein indirektes Argument dafür, dass Empathie zu moralischen Einschränkungen unseres Verhaltens gegenüber menschenähnlichen Robotern führt. Sie betrachtet aus diesem Grund die Entwicklung humanoider oder gar androider Roboter mit Skepsis, weil die moralpsychologischen Konsequenzen unseres Umgangs mit ihnen zu wenig reflektiert werden.

## Werke (Auswahl)
- Empathy with Inanimate Objects and the Uncanny Valley. In: Minds and Machines 19 (2009), 345-59. doi:10.1007/S11023-009-9158-2.
- Gibt es eine ästhetische Emotion? In: Kunst und Erfahrung, hg. von S. Deines, J. Liptow und M. Seel, Suhrkamp: Frankfurt 2013, 120–141.
- Begriffliche Reflexion in der Literatur. Eine Proxytypentheorie des kognitiven Gehalts der Literatur. In: Deutsche Zeitschrift für Philosophie 35 (2014), Sonderband: Wahrheit, Wissen und Erkenntnis in der Literatur, hg. von Ch. Demmerling und I. Vendrell Ferran, 219–242.
- Musil's Metaphilosophical View: Between Philosophical Naturalism and Philosophy as Literature. In: The Monist 97 (2014), 104–121. doi:10.5840/monist20149718
- Wahrnehmungsrepräsentation und Objektivität. Zur Verteidigung von Evans‘ Neo-Kantianismus. In: Sprache, Wahrnehmung und Selbst. Neue Perspektiven auf Gareth Evans‘ Philosophie, hg. von C. Misselhorn, U. Ramming und U. Pompe, Mentis: Paderborn 2016, 156–178.
- Arbeit, Technik und gutes Leben. In: Arbeit, Gerechtigkeit und Inklusion. Wege zu gleichberechtigter gesellschaftlicher Teilhabe, hg. von C. Misselhorn und H. Behrendt, Metzler: Stuttgart 2017, S. 19–38
- Artificial Morality. Concepts, Issues and Challenges. In: Society 55 (2018), 161–169. doi:10.1007/s12115-018-0229-y
- Maschinenethik und Artificial Morality: Können und sollen Maschinen moralisch handeln? In: Aus Politik und Zeitgeschichte 68 (2018), S. 29–33.
- Roboterethik. Erschienen in der Reihe Analysen und Argumente hg. von der Konrad-Adenauer Stiftung, Nr. 340 / Februar 2019.
- Is Empathy with Robots Morally Relevant? In: Emotional Machines: Perspectives in Affective Computing and Emotional Human-Machine Interaction, Springer: Wiesbaden 2019, hg. von C. Misselhorn und M. Klein (im Erscheinen).
- Grundfragen der Maschinenethik. Reclam: Stuttgart 2019 (5. Auflage).
- Künstliche Intelligenz und Empathie. Vom Leben mit Emotionserkennung, Sexrobotern & Co. Reclam: Stuttgart 2021.
- Künstliche Intelligenz – das Ende der Kunst? Reclam: Stuttgart 2023.

## Presseartikel und Interviews
- Gefühle lassen sich ausnutzen, Interview mit der Stuttgarter Zeitung zu Hitchbot vom 12. Februar 2015.
- Moralisch lernfähige Assistenzsysteme in der Pflege. Ein Beitrag zur Lösung des Pflegenotstands. Gastbeitrag von Catrin Misselhorn in: Handelsblatt Journal, Sonderveröffentlichung zum Thema INDUSTRIE 4.0 vom März 2016, hier auf Philosophie.ch.
- Intelligenten Maschinen gehört die Zukunft. Aber wie denken die eigentlich? Und müssen wir uns davor fürchten? Ein Gespräch mit der Technikphilosophin Catrin Misselhorn, in: Die Zeit vom 31. Juli 2018.
- Talk am Dom vom 20. September 2018, Catrin Misselhorn im Gespräch mit dem katholischen Stadtdekan Stuttgarts, Dr. Christian Hermes.
- Wie entscheiden Maschinen, was gut und richtig ist? Gastbeitrag von Catrin Misselhorn in: WirtschaftsWoche vom 22. September 2018.
- Maschinen mit der Fähigkeit zu moralischem Handeln, Catrin Misselhorn im Gespräch mit der Frankfurter Rundschau vom 6. November 2018.
- Catrin Misselhorn in Gesprächszeit bei Radio Bremen: 4. Dezember 2018.
- Maschinen sollten nicht über Menschenleben entscheiden, Gespräch mit Catrin Misselhorn auf evangelisch.de.
- Schon Staubsauger-Roboter müssen moralische Entscheidungen treffen, Gespräch mit Catrin Misselhorn im Hessischen Rundfunk am 2. Januar 2019.
- Roboter sollen uns helfen – und nicht gängeln, Gespräch mit Catrin Misselhorn in der Stuttgarter Zeitung vom 31. Januar 2019.